# Smrtonosno oružje 2
Smrtonosno oružje 2 (eng. Lethal Weapon 2) je drugi film iz serijala Smrtonosno oružje, objavljen 1989. U glavnim ulogama pojavljuju se Mel Gibson, Danny Glover i Joe Pesci.

## Radnja
Priča se odvija u 1988., godinu dana poslije događaja iz prvog filma, a Murtaugh (Glover) i Riggs (Gibson) su postali nerazdvojni prijatelji. Riggs dosta vremena provodi s Murtaughovom obitelji, dok Murtaugh razmišlja o mirovini. Postoji još jedna radnja, o Murtaughovoj kćeri Rianne, koja počinje svoju glumačku karijeru u reklami za kondome, što njega baca u očaj.
Murtaugh i Riggs kreću u potjeru za crvenim BMW-om 635 M6 kroz ulice Los Angelesa. Ono što je trebala biti rutinsko uhićenje zbog posjedovanja droge, pretvorilo se u dugu potjeru i pucnjavu. Kad se BMW konačno zabio u trgovinu, vozač je nestao prije nego što ga je policija uhitila. Ipak, u prtljažniku nalaze  južnoafričke zlatnike.
Sljedećeg dana, LAPD šalje dvojicu na čuvanje svjedoka Lea Getza (Joe Pesci), za promjenu nakon jučerašnjih uzbuđenja. Međutim, nakon nekoliko trenutaka, netko pokušava ubiti Getza, ali umalo ubija Riggsa. Getz otkriva kako je bio računovođa koji je oprao 500 milijuna dolara od droge za lanac krijumčara, ali je uzimao dio novca za sebe pa su ga poslodavci otkrili.
Istražujući pokušaj ubojstva Getza, otkrivaju kako je organizator operacije krijumčarenja droge konzulat  Južnoafričke Republike u Los Angelesu. Nakon što je Riggs pokušao nešto poduzeti, pokvareni ministar vanjskih poslova, Arjen Rudd (Jose Ackland), se poziva na svoj diplomatski imunitet i podrugljivo dobacuje Riggsu kako ga ne može kazniti ni zbog nepropisnog parkiranja.
Nemoćni da se direktno obračunaju s krijumčarskim lancem, policajci su prisiljeni osloniti se na kvazilegalne metode, a Murtaugh mora zaštititi Getza od  Afrikanera. U međuvremenu, Riggs počinje koketirati s Rikom van den Haas (Patsy Kensit), Ruddovom tajnicom (koja i sama sumnja u svog šefa).
Rudd i njegove pristalice proglašavaju rat policiji Los Angelesa (LAPD), ubivši veći broj policajaca u jednoj noći bombardiranjem. Umalo ubijaju i Riggsa nakon što su pronašli njegovu kamp prikolicu i umalo je uništili pucnjavom iz helikoptera. Lea Getza otimaju i počinju mučiti. Rika i Riggs su oteti, okovani lancima i luđačkim košuljama, i bačeni u luku da se utope. Riggs se uspijeva osloboditi ispod vode, ali Rika se ugušila dok ju je pronašao. Riggs otkriva i kako mu je žena poginula. Ruddov šef osiguranja, Vorstedt (Derrick O'Connor), priznaje da ju je ubio prije četiri godine. Kad se Riggs previše približio otkrivanju operacije, odlučili su ga ubiti, a žena mu je poginula u "prometnoj nesreći" koja je bila namijenjena Riggsu.
Riggs i Murtaugh, nemoćni da uhvate Rudda zbog diplomatskog imuniteta, odlučuju otići izvan zakona. Ostavivši svoje značke, uništavaju raskošnu kuću konzulata u misiji spašavanja Lea i pronalaze teretni brod Alba Varden kojim se Južnoafrikanci koriste za prijevoz novca (pola milijarde dolara u gotovini koje je Leo oprao) u Cape Town.
Nakon krvavog obračuna, dvojac je porazio Južnoafrikance, iako je Rudd pogodio Riggsa, ranivši ga. Kako Murtaugh poteže pištolj na Rudda, diplomat diže svoju putovnicu i počinje se hvalisati svojim diplomatskim imunitetom, koje Murtaugh ignorira i upuca ga u glavu, kazavši kako mu je imunitet "upravo istekao".
Murtaugh pridržava ozbiljno ranjenog Riggsa i dvojac se počinje šaliti, a u pozadini se čuju policijske sirene.

## Reakcije
Film je bio treći najuspješniji film 1989. godine (poslije  Batmana i filma Indiana Jones i posljednji križarski rat), zaradivši oko 150 milijuna dolara u Americi i 80,6 milijuna u inozemstvu. Kritike su bile pozitivne, iako ne kao za original. Bez obzira na to, film je izbjegao ponavljanje priče uvevši nove likove i odredivši novi smjer. Film je bio prvi iz serije u kojem se pojavljuje Leo Getz (Joe Pesci), bankar kojeg čuvaju Riggs i Murtaugh, a koji svojim neurotičnim ponašanjem zagorčava život detektivima. Lik Getza ostat će prisutan i u ostala dva nastavka serijala.

## Zanimljivosti
- U originalnom scenariju (kojeg je nevoljko napisao Shane Black), Južnoafrikanci su još više okrutniji. U jednom trenutku, počinju mučiti Riggsa još gore nego g. Joshua u prvom filmu. Na kraju Riggs umire nakon što ga je ranio Arjen Rudd.
- Kad je scenarij prepravljen, Shane Black je privremeno napustio serijal. Nije sudjelovao u stvaranju filma Smrtonosno oružje 3, ali se vratio za scenarij  Smrtonosnog oružja 4, znajući kako će to biti zadnji film iz serijala.
- Dva puta u filmu Riggs namjerno iščaši rame kako bi se izvukao iz luđačke košulje, a zatim ga vraća u normalni položaj. To je postao prepoznatljiv skeč kroz sami serijal, ali i u mnogim filmovima parodijama.

- Lik Rike trebao je preživjeti, a Riggs i Rika su u zadnjoj sceni filma trebali biti na ručku kod Murtaughovih povodom Dana zahvalnosti, ali je redatelj odlučio ubiti lik kako bi ojačao Riggsovu namjeru da uništi Južnoafrikance. Scene njenog spašavanja i finale s njom su snimljene, ali nisu korištene.
- Danny Glover, aktivist za ljudska prava, nastupio je TV-filmu Mandela, kao sami Nelson Mandela, samo dvije godine prije, 1987.; negativci u filmu su Južnoafrikanci.
- Patsy Kensit rekla je kako je bilo jako neugodno snimati scenu seksa s Gibsonom. Kao razloge je navela da su "oboje u braku" i da su "oboje katolici".
- Kad se Danny Glover i njegova obitelj okupljaju oko televizora kako bi vidjeli reklamu njegove kćeri, na programu prije reklame je serija Tales from the Crypt - Richard Donner je bio izvršni producent serije, a nekoliko epizoda je i režirao. Epizodu koja je tada bila na programu režirao je Robert Zemeckis.
- Iako filma ima anti-južnoafrički štih i iako ga je tadašnji južnoafrički konzul u Los Angelesu nazvao "groznim", Smrtonosno oružje 2 objavljen je u originalnoj verziji u Južnoj Africi, a ostvario je i uspjeh u kinima.

## Vanjske poveznice
- Smrtonosno oružje 2 u internetskoj bazi filmova IMDb-a